# Full Metal Jacket
Full Metal Jacket – amerykańsko-brytyjski dramat wojenny z 1987 roku w reżyserii Stanleya Kubricka, zrealizowany na podstawie pół-autobiograficznej powieści Gustava Hasforda The Short-Timers, opisującej udział autora w wojnie wietnamskiej.

## Fabuła

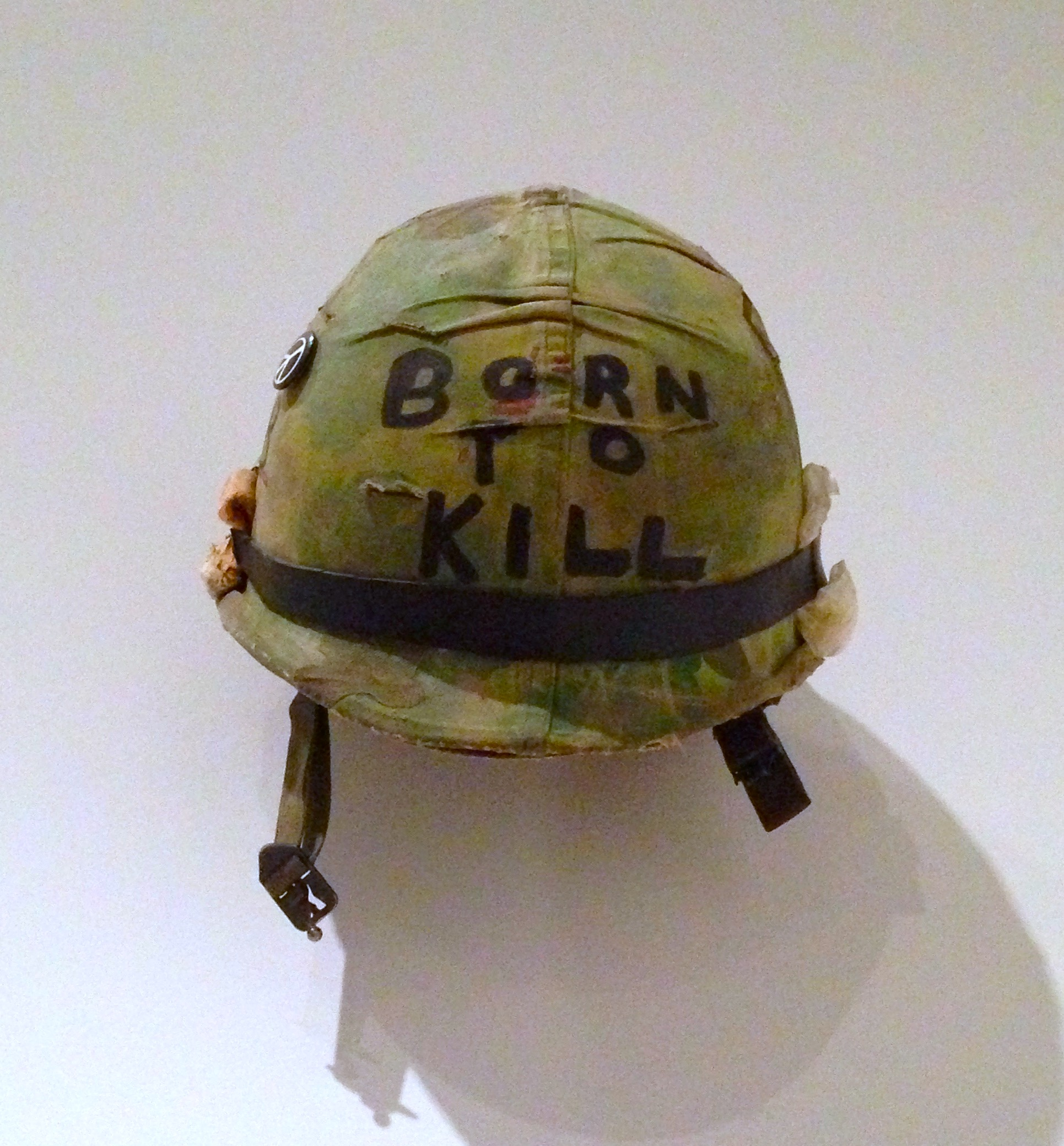
Rekwizyt hełmu z filmu

Oddział marines przechodzi unitarne szkolenie w specjalnym obozie wojskowym. Kubrick przedstawia obraz rygoru panującego w jednostce wojskowej, choć nie powstrzymuje się od pierwiastków zjadliwego humoru. Rzecz dzieje się mniej więcej w połowie lat sześćdziesiątych. Młodzi żołnierze trafiają pod komendę sierżanta, który traktuje ich w sposób uwłaczający ludzkiej godności. Znosząc poniżanie i brutalne traktowanie sadystycznego przełożonego jednostki przygotowawczej, szykują się do udziału w wojnie w Wietnamie.
Druga część filmu rozpoczyna się w momencie wybuchu ofensywy Tết w styczniu 1968. Główny bohater Joker pracuje jako korespondent wojenny i dołącza do oddziału biorącego udział w walkach o miasto Huế. Obserwuje okrutny proces dehumanizacji człowieka, który sprawia, że żołnierze zmieniają się w żywe maszyny do zabijania.

## Tłumaczenie tytułu
W dosłownym znaczeniu termin Full Metal Jacket oznacza najbardziej popularny typ pocisku stosowanego w amunicji strzeleckiej – pocisk pełnopłaszczowy (FMJ). Tytuł filmu jest dla osób nieznających terminologii wojskowej obcy i zupełnie niezrozumiały, dlatego można spotkać także alternatywne spolszczone nazwy filmu takie jak Pełny magazynek, Uzbrojenie od stóp do głów czy Uzbrojony po zęby. Wyjaśnienie tytułu pojawia się pod koniec pierwszej części filmu, na krótko przed samobójstwem Pyle'a w latrynach koszar: kiedy Joker pyta go, czy ładuje ostrą amunicję do karabinu, Pyle odpowiada 7,62 mm, full metal jacket. Jednak nawet w tym miejscu można spotkać w napisach tłumaczenie 7,62 mm, uzbrojony po zęby, mimo że wypowiadający to Pyle nie ma żadnej innej broni przy sobie.

## Obsada
- Matthew Modine – Joker/sierżant J.T. Davis/narrator
- Vincent D’Onofrio – Leonard Lawrence/Gomer Pyle
- Adam Baldwin – Animal Mother
- R. Lee Ermey – sierżant Hartman
- Dorian Harewood – Eightball
- Arliss Howard – Kowboj
- Ed O’Ross – porucznik Walter J. „Touchdown” Schinowski
- John Terry – porucznik Lockhart
- Kieron Jecchinis – Szalony Earl
- Bruce Boa – pułkownik
- Ian Tyler – porucznik Cleves
- Gary Landon Mills – Donlon
- Jon Stafford – Jay
- Sal Lopez – T.H.E. Rock
- Ngoc Le – snajperka
- Kevyn Major Howard – Flisak
- Peter Edmund – Snowball
- Kirk Taylor
- Tim Colceri

## Produkcja
Zdjęcia do filmu kręcono na terenie Anglii. Do lokalizacji wykorzystanych przez filmowców należały:
- hrabstwo Cambridgeshire (Bassingbourn Barracks, pojawiające się w pierwszej połowie filmu);
- hrabstwo Norfolk (rezerwat The Broads, użyty w scenach z helikopterami);
- Londyn (doki West Silverton, opuszczona gazownia w Beckton, w filmie odgrywająca zbombardowane wietnamskie miasto Hue)[1][2].

## Nagrody i nominacje
- 1988: Stanley Kubrick (nominacja) Oscar najlepszy scenariusz – adaptacja
- 1988: (nominacja) BAFTA najlepsze efekty specjalne BAFTA
- 1988: R. Lee Ermey (nominacja) Złoty Glob najlepszy aktor drugoplanowy
- 1988: Stanley Kubrick, Michael Herr (nominacja) Oscar najlepszy scenariusz – adaptacja
- 1988: Michael Herr (nominacja) Oscar najlepszy scenariusz – adaptacja
- 1988: (nominacja) BAFTA najlepszy dźwięk